# Schwedischer Nationalfeiertag

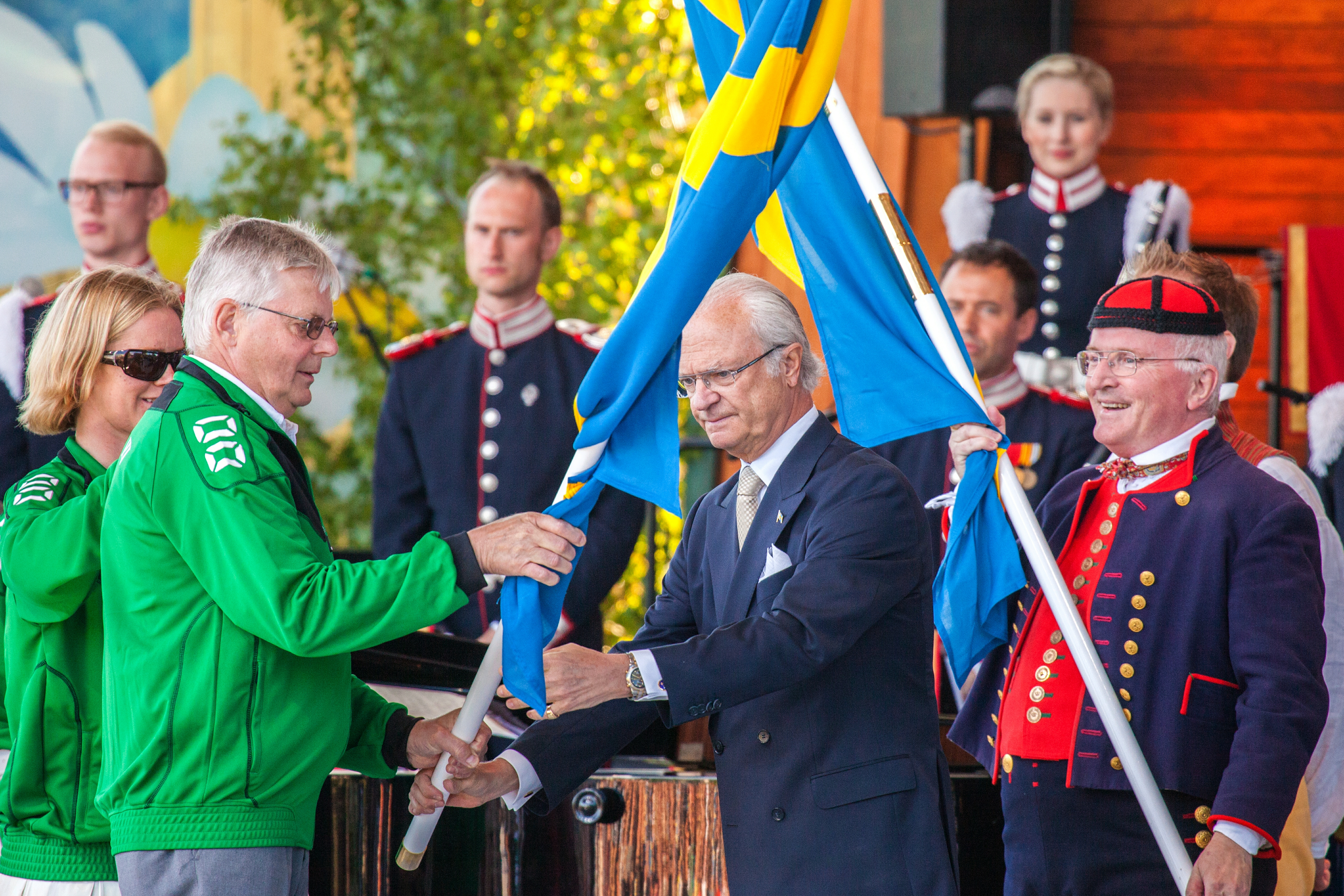
Übergabe der schwedischen Flagge an König Carl XVI. Gustaf im Freilichtmuseum Skansen (2013).

Der schwedische Nationalfeiertag wird am 6. Juni begangen. Er wurde mit der Verfassungsreform 1974 als Tag der schwedischen Flagge offiziell eingeführt. Erst durch Verordnung im Jahr 1983 erhielt er den Status als Nationalfeiertag; 2005 wurde er zu einem arbeitsfreien Feiertag in Schweden.

## Geschichtliche Hintergründe

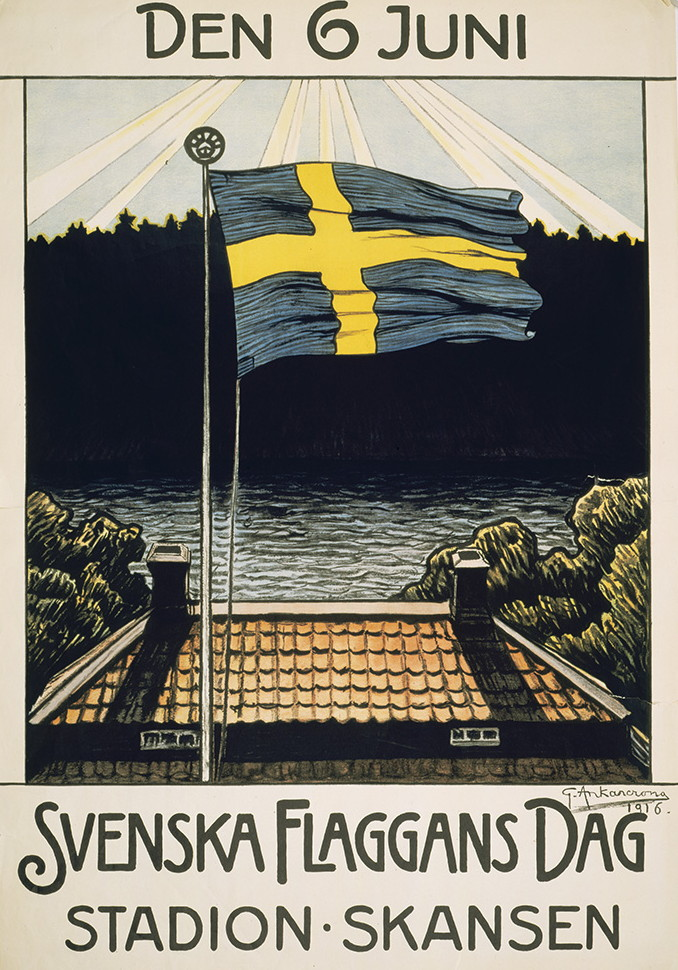
Plakat zum „Tag der schwedischen Flagge“ 1916.

Im Laufe des 19. Jahrhunderts entwickelte sich der 6. Juni in Schweden zu einem nationalen Gedenktag. Gefeiert wurden die Krönung Gustav Wasas am 6. Juni 1523 und die damit verbundene Auflösung der Union mit Dänemark, was Schweden zu einem selbständigen Staat machte. Die schon im Mittelalter begonnene Einung des Landes wurde unter Gustav Wasa fortgesetzt. Ab 1916 wurde der 6. Juni als „Tag der schwedischen Flagge“ gefeiert.

## Der politische Beschluss zum Feiertag
2004 wurde dem schwedischen Reichstag ein Vorschlag unterbreitet, der darauf beruhte, dem Nationalfeiertag ein größeres Ausmaß zu geben als er zu diesem Zeitpunkt hatte. Unter anderem die Verwunderung von Einwanderern darüber, dass Schwedens Nationaltag kein Feiertag ist, wurde als Grund für den Änderungsvorschlag angegeben. Diesen sollte die Möglichkeit gegeben werden, ihre neue Mitbürgerschaft zu feiern. Anfänglich war gedacht, die Anzahl der Feiertage zu erhöhen, doch nach kritischen Einwänden der schwedischen Arbeitgeberorganisation, die einen Rückgang der Wirtschaftsleistung Schwedens befürchtete, entschloss man sich zur Streichung eines bisherigen Feiertages als Ausgleich.
Vorgeschlagen wurden zum Beispiel Christi Himmelfahrt, doch letztendlich entschied man sich für den Pfingstmontag. Dies wiederum rief kritische Stimmen der Gewerkschaften hervor, die darauf verwiesen, dass der 6. Juni nicht immer auf einen Wochentag fällt und sich somit die Anzahl der arbeitsfreien Tage verringert.

## Kritische Stimmen
Einige Kritiker merken an, dass Schweden 1523 noch dem julianischen Kalender folgte und erst 1753 zum gregorianischen Kalender überging, womit der damalige 6. Juni nicht dem heutigen entspricht. Außerdem handelt es sich beim gefeierten Ereignis um Wasas Einzug in Stockholm, die Königswahl fand schon vorher statt, und gekrönt wurde er erst 1528.

## Kurioses
Artur Hazelius, der Gründer des Nordiska Museet und des Freilichtmuseums Skansen in Stockholm, arrangierte im 19. Jahrhundert einige Festlichkeiten zu verschiedenen kulturellen Anlässen. Mitte Juni 1893 ließ er Feiern im vaterländischen Geist anordnen. Unbestätigte Stellen gaben an, dass es an allen Tagen regnete bis auf den 6. Juni, womit an diesem Tag die meisten Besucher zu verzeichnen waren. Hazelius schrieb später ins Jahrbuch des Skansen: „als dem vaterländischen Gedenken gewidmeter Feiertag wurde im Skansen der 6. Juni eingeführt, der Gustavstag, welcher hier gefeiert wurde und in Zukunft gefeiert wird als schwedischer Nationaltag“.